# Vred Fred
Vred Fred är en kör i Uppsala som startades 1982 av Anders Nyberg och Lars Parkman.[källa behövs] Från starten fram till i dag[när?] har gruppen samlat främst studenter men även andra med ett intresse för att formulera sig musikaliskt i freds-, framtids- och rättvisefrågor.
Kören har tillsammans med sånggruppen Fjedur spelat in en skiva med sydafrikanska sånger, Freedom Is Coming.